# Axonchium parvum
Axonchium parvum är en rundmaskart. Axonchium parvum ingår i släktet Axonchium och familjen Belondiridae. Inga underarter finns listade i Catalogue of Life.